# Joan d'Ortega
Joan d'Ortega (1080, Quintanaortuño, Burgos - 2 de juny de 1163, San Juan de Ortega, Burgos) va ser un prevere de la diòcesi de Burgos. Va viure com a ermità a prop de Burgos i va ajudar Sant Domènec de la Calzada a construir els camins, ponts i hospitals per a millorar les condicions dels pelegrins. Va fundar una església que va ser l'origen del monestir i la població de San Juan de Ortega.
Canonitzat, la seva festivitat és el dia 2 de juny, aniversari de la seva mort. A Espanya, és patró dels arquitectes tècnics i aparelladors.

## Vida
Juan de Quintanaortuño, conegut com a Juan de Ortega, va ajudar, de jove, Sant Domènec de la Calzada a obrir els camins per a millorar el pas dels pelegrins de Sant Jaume. Quan Sant Domènec de la Calzada va morir, el 1109, Joan va fer el pelegrinatge a Jerusalem i el seu vaixell va naufragar en tornar; Joan va fer un vot a Sant Nicolau de Bari de fer-li una capella si el salvava.

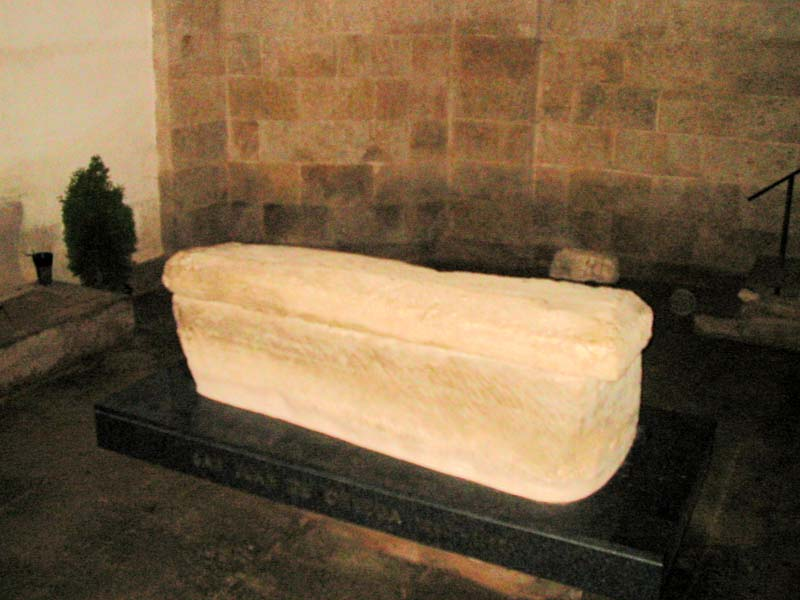
Sepulcre on hi ha les restes del sant, al monestir de S. Juan de Ortega
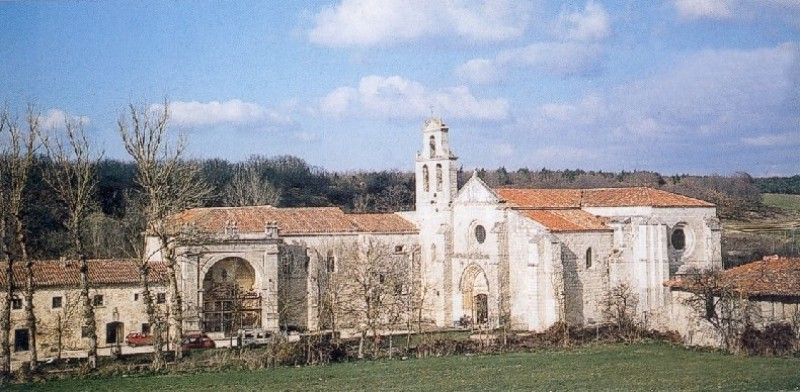
Monestir de San Juan d'Ortega

En tornar, va edificar-la a un indret de les muntanyes d'Oca, anomenat Ortega (procedent del llatí urtica, que vol dir ortiga). Amb el temps, al voltant de la capella creixé un nucli de població, l'actual vila de San Juan de Ortega. A més, va construir-hi un alberg per als pelegrins. A poc a poc vingueren altres persones que col·laboraven en les tasques d'acolliment i així va néixer, cap al 1138, el monestir de Sant Nicolau, conegut des del començament del segle xiii com a monestir de San Juan de Ortega.
Diu la tradició que va acabar la via entre Nájera i Burgos, començada pel seu mestre, i que va fer els ponts de Logronyo, Nájera, Santo Domingo de la Calzada, Belorado, Cubo de Bureba i Agés.
Va caure malalt quan era a Nájera i, traslladat al seu monestir, hi va morir el 2 de juny de 1163.

## Veneració
Les seves restes es troben a l'església d'aquest monestir, on hi ha tres sepulcres diferents on, al llarg del temps, ha estat sepultat. El més senzill, que era a la cripta i avui es troba a l'absis de l'Epístola, és on descansen les restes. A més, n'hi ha un del segle xii, inacabat, amb relleus d'estil romànic i un mausoleu amb baldaquí, gòtic, de 1464, amb la figura jacent i relleus que narren la història de Joan d'Ortega, que mai no ha estat ocupat.

### Patronatge
Per les seves tasques constructores, algunes institucions l'han triat com a patró: 
- L'Instituto Técnico de la Construcción y el Cemento de España el trià com a patró el 1953.[2]
- El Consejo de Colegios de Aparejadores y Arquitectos Técnicos de España va sol·licitar-ne el seu patronatge el 1970 i la Santa Seu el va concedir el 1971.